# 金灶镇
金灶镇是中国广东省汕头市潮阳区的一个新建制镇，由原金玉镇和灶浦镇于2003年11月撤并而成，属于纯农老区镇，最出名是金玉三捻橄欖。镇域面积78.9平方公里，耕地面积2400公顷，山地面积3466公顷。下辖4个居委会，59个村委会。包括金玉居委会、澄港、潮美、溪头、新港、新基洋、新荣、新庙、新陈、舒荣、彭厝、前洋、柳岗、官坑、河尾、金溪、径头、沟头、芦塘、花园、后洋、华岗、乐安、外洋、外美、阳美、仙田、石鼓、东里、东坑、田心围、玉路、玉浦、玉林、大吴、下寮、徐寮、邹阳、仙阳、新寨头、广美、高斗、港内、何厝、人家头、路头、旗头、涂寨、寨内、后林、光溪、东仓、金沟、灶市等村（居）委会（不全）。至2003年末总人口为12.7383人。

## 行政区划
金灶镇下辖以下村级行政区划单位
金玉社区、玉浦社区、金溪社区、灶市社区、竹桥村、新林村、新陈村、花园村、桥前村、桥陈村、宫山村、径头村、潮美村、鼓美村、柳岗村、大吴村、舒荣村、邹阳村、东坑村、芦塘村、徐寮村、官安村、下寮村、波头村、金沟村、大联村、新寨头村、东仓村、新荣村、沟头村、灶内村、前洋村、玉路村、溪路村、港内村、旗头村、东里村、河下村、河尾村、新基洋村、人家头村、广美村、涂寨村、仙阳村、新庙村和华岗村。